# Bakers Hill
Bakers Hill is een plaats in de regio Wheatbelt in West-Australië.

## Geschiedenis
Ten tijde van de Europese kolonisatie leefden de Balardong Nyungah in de streek.
Bakers Hill werd in 1897 onder de naam Mount Barker gesticht. Om verwarring met Mount Barker in de regio Great Southern te vermijden werd het in 1902 hernoemd tot Baker's Hill. In 1944 werd het afkappingsteken weggelaten. John of James Baker zou de naam van een vroege pionier zijn geweest. Volgens een andere bron zou het de naam van een voorman van de spoorwegleggers die er de spoorweg aanlegden zijn geweest. Bakersville lag aan een nevenspoor langs het tweede - in 1966 gesloten - traject van de Eastern Railway.
Na de Eerste Wereldoorlog groeide de bevolking dankzij de Soldier Settlement Schemes.
In 1953 werd er een katholieke kerk gebouwd.

## 21e eeuw
Bakers Hill maakt deel uit van het lokale bestuursgebied (LGA) Shire of Northam. In 2021 telde Bakers Hill 1.276 inwoners tegenover 636 in 2006. Het heeft een basisschool, een recreatiecentrum en enkele sportfaciliteiten.

## Ligging
Bakers Hill ligt aan de Great Eastern Highway, 73 kilometer ten oostnoordoosten van Perth, 50 kilometer ten noordwesten van York en 24 kilometer ten zuidwesten van Northam, in de regio Wheatbelt in West-Australië. C.Y. O'Connors meer dan 500 kilometer lange waterpijpleiding van Mundaring tot Kalgoorlie loopt door Bakers Hill.

## Klimaat
Bakers Hill heeft een warm mediterraan klimaat, Csa volgens de klimaatclassificatie van Köppen. De gemiddelde jaarlijkse temperatuur bedraagt er 17 °C en de gemiddelde jaarlijkse neerslag 634 mm.

## Galerij

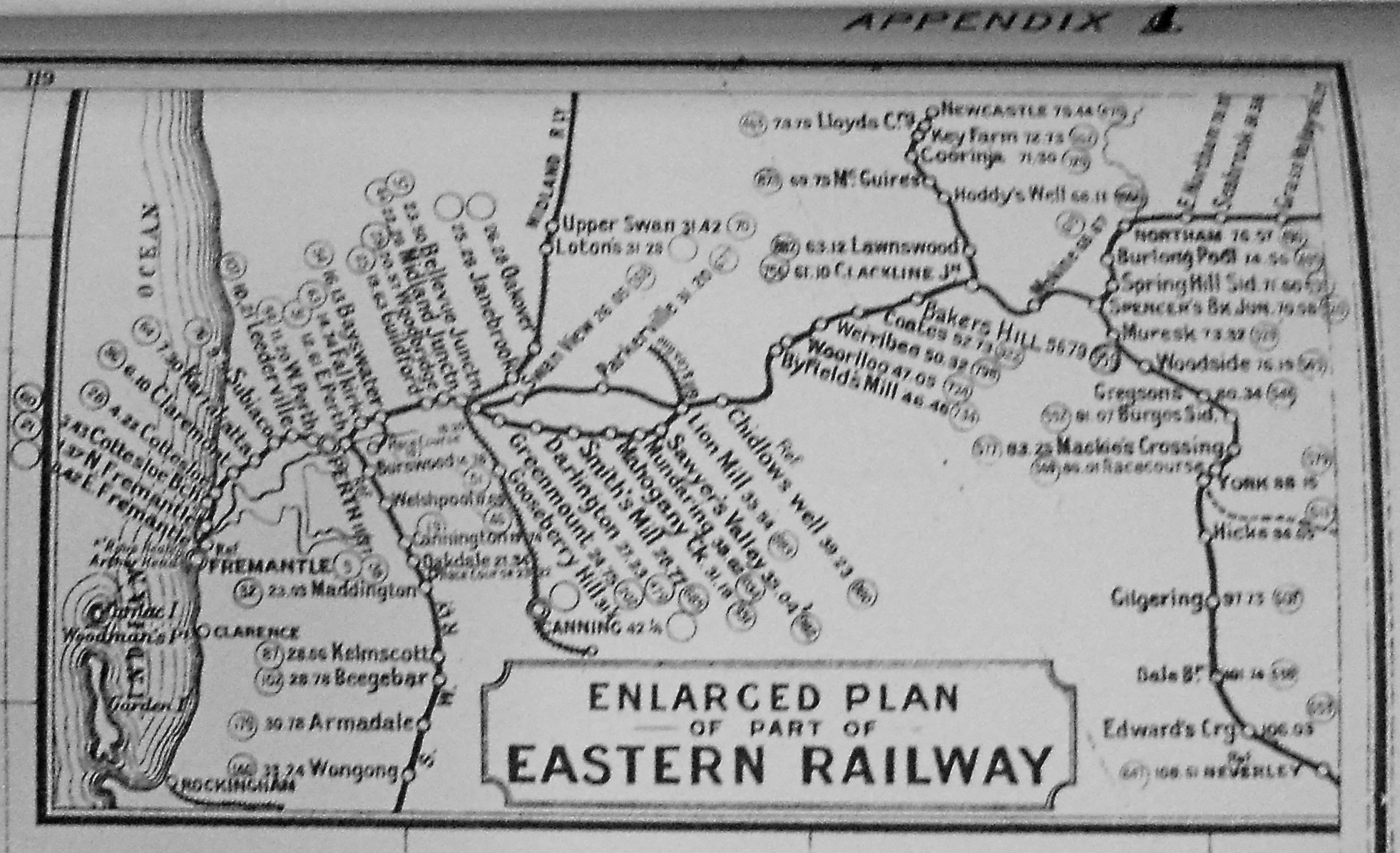
Eastern Railway
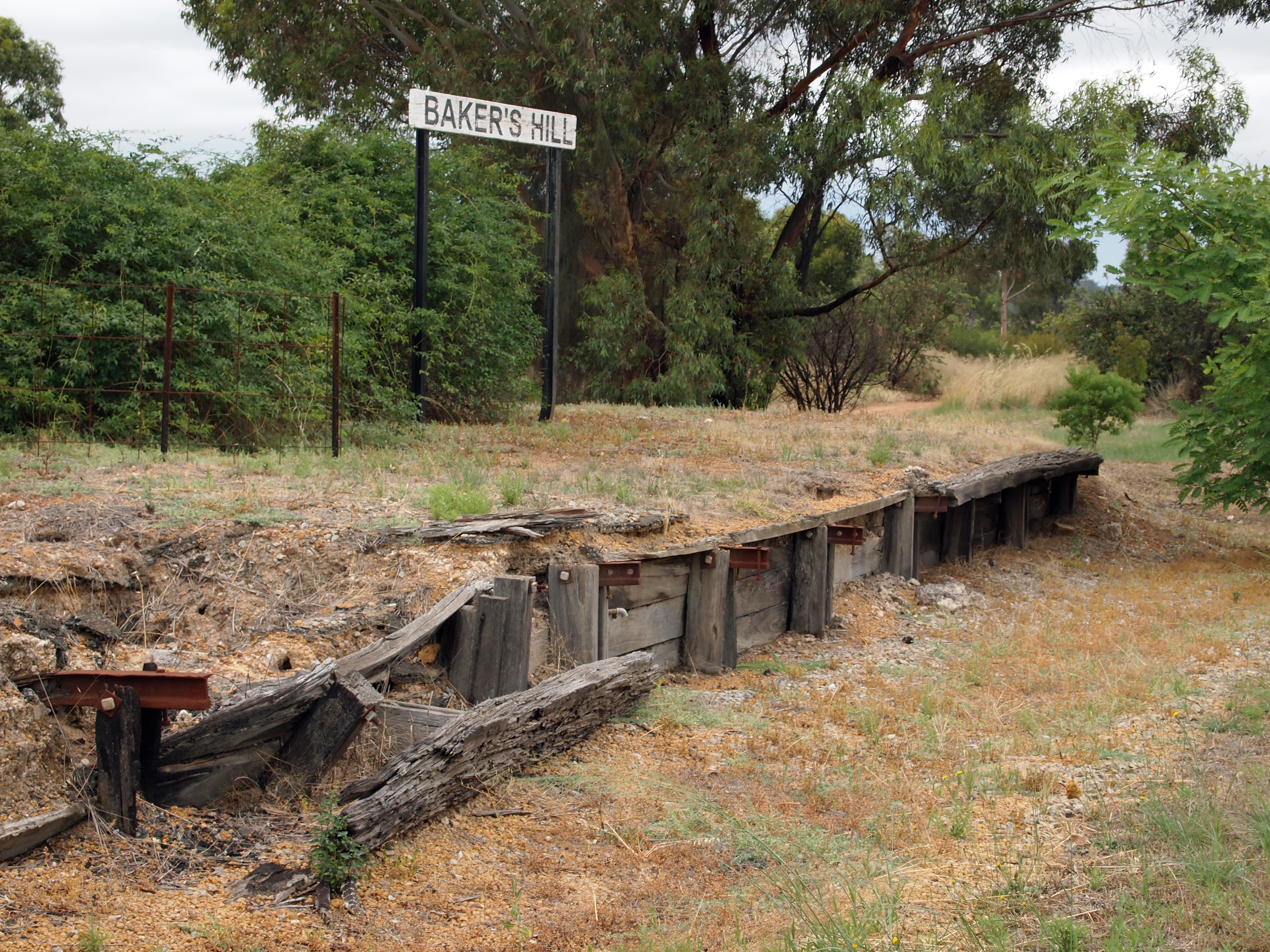
voormalige halte spoorweg
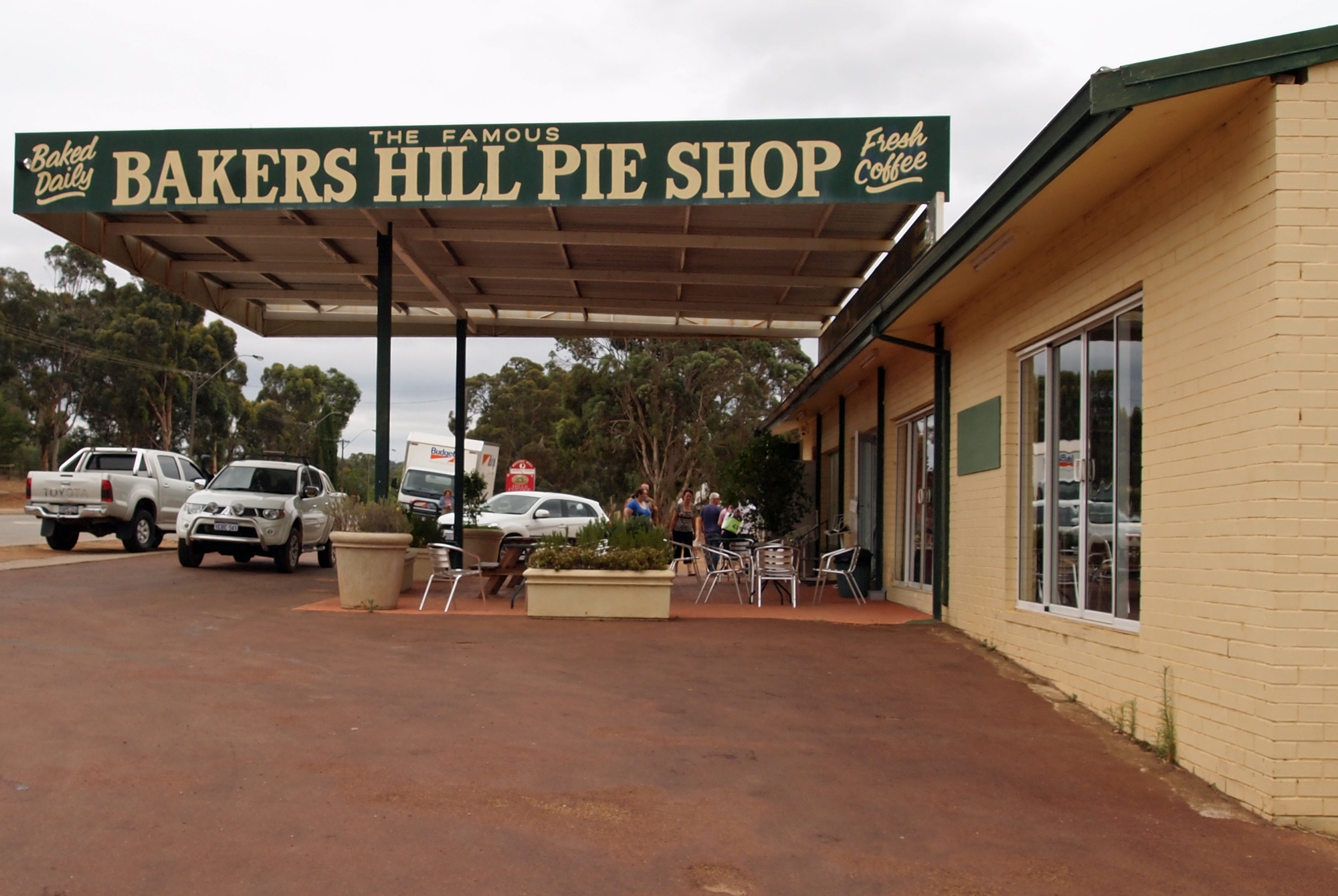
Bakers Hill Pie Shop

Aldersyde · Amery · Ardath · Arthur River · Baandee · Babakin · Badgingarra · Badjaling · Bailup · Bakers Hill · Balkuling · Ballaying · Ballidu · Beacon · Beenong · Beermullah · Bejoording · Belka · Bencubbin · Bendering · Benjaberring · Beverley · Bilbarin · Bindi Bindi · Bindoon · Bodallin · Bolgart · Bonnie Rock · Boolading · Booraan · Brookton · Bruce Rock · Bullaring · Bullfinch · Bulyee · Bungulla · Buntine · Burakin · Burracoppin · Cadoux · Calingiri · Campion · Caraban · Carrabin · Cataby · Cervantes · Chandler · Chittering · Clackline · Cold Harbour · Congelin · Coomberdale · Copley · Corrigin · Cowcowing · Crossman · Cuballing · Culbin · Cunderdin · Dalwallinu · Dandaragan · Dangin · Darkan · Dattening · Dongolocking · Doodlakine · Dowerin · Dudinin · Dumbleyung · Duranillin · Dwarda · Ejanding · Elabbin · Erikin · Gabbin · Gingin · Goomalling ·  Grass Valley · Greenhills · Guilderton · Gwambygine · Harrismith · Highbury · Hines Hill · Holt Rock · Hyden · Jelcobine · Jennacubbine · Jennapullin · Jitarning · Jurien Bay · Kalannie · Karlgarin · Kellerberrin · Kondinin · Kondut · Koojan · Koolyanobbing · Koorda · Korbel · Korrelocking · Kukerin · Kulin · Kulja · Kulyaling · Kunjin · Kununoppin · Kweda · Kwelkan · Kwolyin · Lancelin · Lake Brown · Lake Grace · Lake King · Ledge Point · Manmanning · Marvel Loch · Meckering · Meenaar · Merredin · Miling · Minnivale · Mogumber · Mokine · Moodiarrup · Mooliabeenee · Moora · Moorine Rock · Moorumbine · Moulyinning · Mount Hardey · Mount Kokeby · Mount Walker · Muchea · Mukinbudin · Muntadgin · Nalya · Nangeenan · Narembeen · Narrogin · New Norcia · Newdegate · Nilgen · Nokaning · North Bannister · Northam · Nukarni · Nungarin · Pantapin · Piawaning · Piesseville · Pingaring · Pingelly · Pithara · Popanyinning · Quairading · Quindanning · Regans Ford · Seabird · Shackleton · Southern Cross · Spencers Brook · Tammin · Tincurrin · Toodyay · Trayning · Varley · Wagin · Walebing · Walgoolan · Wandering · Wannamal · Watheroo · Welbungin · West Dale · West Toodyay · Westonia · Wialki · Wickepin · Wilbinga · Williams · Wongan Hills · Woodridge · Wubin · Wundowie · Wyalkatchem · Yealering · Yelbeni · Yellowdine · Yilliminning · Yerecoin · York · Yorkrakine · Yornaning · Yoting · Youndegin